# Vadim Boguíyev
Vadim Iósifovich Boguíyev –en ruso, Вадим Иосифович Богиев– (Moscú, 27 de diciembre de 1970) es un deportista ruso de origen osetio que compitió en lucha libre.
Participó en los Juegos Olímpicos de Atlanta 1996, obteniendo la medalla de oro en la categoría de 68 kg. Ganó una medalla de plata en el Campeonato Mundial de Lucha de 1993 y tres medallas de oro en el Campeonato Europeo de Lucha entre los años 1994 y 1996.

## Palmarés internacional
| Juegos Olímpicos   | Juegos Olímpicos         | Juegos Olímpicos | Juegos Olímpicos |
| Año                | Lugar                    | Medalla          | Categoría        |
| ------------------ | ------------------------ | ---------------- | ---------------- |
| 1996               | Atlanta (Estados Unidos) | Medalla de oro   | 68 kg            |
| Campeonato Mundial |                          |                  |                  |
| Año                | Lugar                    | Medalla          | Categoría        |
| 1993               | Toronto (Canadá)         | Medalla de plata | 68 kg            |
| Campeonato Europeo |                          |                  |                  |
| Año                | Lugar                    | Medalla          | Categoría        |
| 1994               | Roma (Italia)            | Medalla de oro   | 68 kg            |
| 1995               | Friburgo (Alemania)      | Medalla de oro   | 68 kg            |
| 1996               | Budapest (Hungría)       | Medalla de oro   | 68 kg            |